# ナオコ・シマズ
ナオコ・シマズは、ロンドン大学バークベックカレッジの歴史・古典・考古学科の教授である 。彼女は欧州大学研究所のフェルナン・ブローデルフェローも兼ねる。「国際外交の文化史、戦争における現代社会の社会的および文化的歴史、そして帝国の研究への新しいアプローチ」を研究対象とする 。王立歴史学会の会員でもある 。

## 学位
島津は以下の学位を持つ: 
- 1985年 学士（政治学）マニトバ大学
- 1987年 修士（国際関係論）オックスフォード大学
- 1995年 博士（国際関係論）オックスフォード大学[4]

## 著作
- Japan, Race and Equality: The Racial Equality Proposal of 1919. Routledge, London, 1998.
- Nationalisms in Japan. Routledge, London, 2006. (editor)
- Japanese Society at War: Death, Memory, and the Russo-Japanese War. Cambridge University Press, Cambridge, 2009.
- Imagining Japan in Postwar East Asia. Routledge, London, 2013. (Co-editor with Paul Morris and Edward Vickers)